# Groupe Arnal
Le Groupe Arnal est un groupe de résistants français créé [Quand ?] par Fernand Arcas, alias « Arnal », à la demande de Francis Jouvin, dit Cabrol, de l'Armée secrète, qui l'incita à former un groupe à Maraussan, dans l'Hérault.
Ses principales actions furent des transports d'armes, des sabotages de pylônes, de voies ferrées, de caténaires, des attaques de convois ferroviaires. Il participa aux combats des 22 et 23 août 1944 près de Béziers, au Capiscol.

## Composition du maquis
Ses membres étaient originaires de Maraussan et Cazouls-lès-Béziers :
- Fernand Arcas alias « Arnal », chef local de Maraussan et Cazouls-les-Béziers.
- Paul Fougassier, de Maraussan, mort lors d'une attaque de convois allemands au Capiscol à Béziers.
- Alban Barbier,de Cazouls-lès-Béziers,mort 23 août 1944 à La Jague, sur la route de Capestang au cours du dernier "accrochage".
- Achille Guilhem,de Cazouls-lès-Béziers, mort 23 août 1944 à La Jague, sur la route de Capestang au cours du dernier "accrochage"..
- Armand Sanjou, de Maraussan
- Jean Royeres, de Maraussan
- Louis Ménadier, de Maraussan
- Désiré Munill de Maraussan
- Barthelemy Sanchez, de Maraussan
- Antoine Roma, de Maraussan
- Henri Durand, de Maraussan
- Marcel Cauquil,de Maraussan